# Nonyma inermicollis
Nonyma inermicollis är en skalbaggsart som beskrevs av Stefan von Breuning 1943. Nonyma inermicollis ingår i släktet Nonyma och familjen långhorningar. Inga underarter finns listade i Catalogue of Life.